# 村中孝次
村中 孝次（むらなか たかじ、1903年〈明治36年〉10月3日 - 1937年〈昭和12年〉8月19日）は、日本の陸軍軍人、国家社会主義者。最終階級は陸軍歩兵大尉。二・二六事件の首謀者の一人となり、銃殺刑に処せられた人物として知られる。

## 生涯
現在の北海道旭川市（生誕当時は旭川町）に生まれた。札幌第一中学校、仙台陸軍地方幼年学校を経て、陸軍士官学校を37期で卒業する。歩兵第27連隊付・士官学校区隊長を経て、1932年（昭和7年）に北海道の歩兵第26連隊付となる。同年の五・一五事件では連座した人物の中に士官学校での教え子がおり、村中が転勤となったのは事件後のことだった。
同年陸軍大学校に進む。いわゆる青年将校は「無天組」（陸大非入学者）が大半だったが、村中が陸大に進学したのは東京で維新運動を行うためだったという。これに先立ち、1931年12月に士官学校同期生の妹と見合により結婚している。
この頃から皇道派青年将校グループの中心人物として知られるようになり、維新同志会の西田税らと交遊。1934年（昭和9年）、陸軍大尉に進級するも、同年磯部浅一らとともにクーデター未遂容疑で検挙され、休職となる（陸軍士官学校事件）。検挙により村中は磯部らと陸軍刑務所に収容され、陸大教官の賀陽宮恒憲王（妻の兄と士官学校同期だった）からは教官会議で村中を擁護するという内意を得たが、教官会議を通さずに陸大からの退学処分が下された。事件は証拠不十分で不起訴となり、1年間の停職処分を受ける。
翌1935年（昭和10年）、停職中に磯部と図って陸軍士官学校事件やそれ以前のクーデター未遂事件を暴露した怪文書である『粛軍に関する意見書』を作成・配布したことにより免職となった。これにより正七位返上を命じられ、大礼記念章（昭和）を褫奪された。停職中には陸大の仲間が（復職のため）「1年間だけ手を引け」と何度も説得し、妻の姉からも同様の手紙を受け取ったが、村中は陸大の仲間には「俺がやらなくて誰がやるのだ」と従うことはなかった。意見書を見せた同志から「確実に免官になるがいいのか」と問われて「いい」と返答したという。
さらに、教育総監真崎甚三郎の更迭は、統制派の中心人物である軍務局長永田鉄山を中心とした統制派の皇道派弾圧の陰謀であるとする『真崎教育統監更迭事情』を作成した。これら怪文書を作成した影響は大きく、これの影響を受けた皇道派系の相沢三郎が永田軍務局長を斬殺した相沢事件に繋がった。
1936年（昭和11年）の二・二六事件の首謀者の一人となり、東京陸軍軍法会議にて死刑（銃殺刑）を宣告される。刑執行日とされた7月12日の前日に家族宛の遺書を書いたが、村中は他の被告の証人としてこのときの処刑対象者には含まれなかった（磯部浅一も対象外となる）。9月に獄中から妻に宛てた手紙には「磯部がよく憤慨して死にたくないといふ　僕も死にたくない　切角命を投げ出したことが何一つとして国民を救ふ様な結果を招来しなかった」「是非もう一度闘つて見たい」という言葉が記された。磯部同様、村中も獄中で手記を綴ったが、磯部の手記が外部に流出したことで、村中の妻は面会禁止の処分を受けた。

翌1937年（昭和12年）8月19日に磯部や西田、北一輝とともに刑が執行された。辞世の句を遺しており、
であった。満33歳没。墓所は仙台市青葉区土樋にある松源寺である。なお、1946年（昭和21年）11月3日の大赦令により大赦を受ける。

## 登場する作品
映画
- 叛乱（1954年） - 演：安部徹
- 銃殺（1964年） - 演：南廣 ※役名は村山孝一
- 宴（1967年） - 演：内藤武敏
- 日本暗殺秘録（1969年） - 演：里見浩太郎
- 226（1989年） - 演：隆大介

舞台
- 狂騒昭和維新（1975年） - 演：岡橋和彦
- 恋が散る、雪が舞う《本隊公演》（2005年） - 演：溝口茂樹
- 恋が散る、雪が舞う《PASHIRI公演》（2005年） - 演：池田啓汰